# Khamis al-Obeidi
Khamis al-Obeidi (Arabisch: خميس العبيدي) (7 juli 1966 - waarschijnlijk Bagdad, 16 juni 2006) was een Iraakse, soennitische advocaat.
Hij was de advocaat van de Iraakse oud-president en dictator Saddam Hoessein en van diens halfbroer Barzan Ibrahim al-Tikriti.
Al-Obeidi werd op 16 juni 2006 's morgens vroeg ontvoerd door personen die waren gestoken in het uniform van de Iraakse politie. Waarschijnlijk nog diezelfde dag is hij door kogels om het leven gebracht. Op 21 juni werd zijn stoffelijk overschot in de buurt van Sadr-stad (een sjiitische wijk van Bagdad) gevonden. De moord vond vlak voor de eindfase van het proces tegen Saddam Hoessein plaats.
Hij is reeds de derde advocaat van de aangeklaagden van het voormalige regime van Saddam Hoessein in rij die is vermoord. Enige tijd geleden had hij weliswaar geklaagd over het gebrek aan veiligheidsmaatregelen maar hij bleef desondanks toch doorgaan met zijn verdedigingswerkzaamheden.
Als reactie op zijn moord ging Saddam Hoessein met nog zeven andere aangeklaagden in hongerstaking om daarmee een internationale beveiliging af te dwingen. De hoofdaanklager Jaafar al-Moussawi verklaarde echter niet van de voortgang van het proces af te willen zien.
Khamis al-Obeidi was getrouwd en had zes kinderen. Hij werd bijna veertig jaar oud.